# Shuja ul-Mulk
Shuja ul-Mulk (Chitral, 1º gennaio 1881 – Chitral, 13 ottobre 1936) è stato un principe indiano.
Fu Mehtar di Chitral dal 1895 al 1936.
Il suo regno fu contraddistinto da un periodo di pace, durante il quale introdusse riforme amministrative consistenti e di ampia portata. Shuja ul-Mulk rese anche importanti servigi all'impero britannico durante la terza guerra anglo-afghana ottenendone in cambio onori e riconoscenza, e gli venne garantito un saluto onorifico personale con 11 colpi di cannone a salve, nonché il trattamento di Altezza.

## Biografia

### I primi anni, i tumulti politici e l'ascesa al trono
Shuja ul-Mulk nacque nel 1881 a Chitral. Era il figlio secondogenito del mehtar Aman ul-Mulk, "il Grande" di Chitar, che regnò sullo stato dal 1857 al 1892, periodo nel quale lo stato raggiunse il proprio pico di espansione territoriale. La madre di Shuja ul-Mulk era una principessa indiana, figlia del khan di Asmar.
Quando il mehtar Aman ul-Mulk morì nel 1892, scoppiò una lunga guerra di successione tra i suoi figli, con Umra Khan di Jandol e Sher Afzul sullo sfondo,; il conflitto perdurò tre anni. Durante il periodo di regno del padre, Nizam ul-Mulk era stato riconosciuto erede al trono. Ad ogni modo Afzal ul-Mulk si trovava a Chitral mentre Nizam era assente perché impegnato nella Valle dello Yasin. Afzal prese prontamente le armi e il tesoro che si trovava al forte di Chitral e si proclamò nuvoo mehtar, procedendo quindi ad assassinare i suoi fratelli che egli vedeva come suoi potenziali contendenti al trono. Nel frattempo, inviò una lettera al viceré d'India, Henry Petty-Fitzmaurice, V marchese di Lansdowne ed al segretario di stato per gli affari esteri britannico, annunciando loro la morte di suo padre e la sua ascesa al trono locale, col consenso del popolo e dei suoi fratelli. Ad ogni modo, dopo solo alcuni mesi di regno, il mehtar venne ucciso da suo zio Sher Afzul, proveniente da Kabul, il quale attaccò il forte di notte uccidendolo coi suoi seguaci. Durante questo periodo Nizam ul-Mulk era rimasto ospite degli inglesi nel Gilgit. Quando Nizam fece ritorno in patria riuscì a spodestare Sher Afzul che ancora una volta fuggì a Kabul. Nizam ul-Mulk venne ucciso il 1º gennaio 1895 mentre si trovava a caccia dall'ingrato suo fratello Amir ul-Mulk, al quale aveva risparmiato la vita in precedenza. Amir, inviò una delegazione al tenente Bertrand Evelyn Mellish Gurdon, residente politico britannico a Chitral, chiedendogli il riconoscimento quale nuovo mehtar, ma egli disse di dover attendere istruzioni dal governo inglese a tal proposito.
L'8 gennaio 1895, 50 uomini del 14th Sikhs marciarono da Mastuj per unirsi a Gurdon a Chitral. Il 1º febbraio l'agente britannico giunse dal Gilgital passo di Shandur con una scorta comandata dall'allora capitano Charles Vere Ferrers Townshend dei Central India Horse, composta da 280 uomini del 4th Kashmir Rifles e da 33 uomini del 14th Sikhs al comando del tenente Harley.
Gli scontri proseguirono e con la vittoria degli inglesi, questi decisero di installare sul trono un personaggio a loro favorevole nella persona di Shuka ul-Mulk. con un durbar che si tenne al forte di Chitral il 2 settembre 1895. Malgrado la sua giovane età, ad ogni modo, venne sottoposto ad un consiglio di reggenza sino al raggiungimento della maggiore età.

### La formazione dei Chitral Scouts (1903) e della State Bodyguard Force (1909)
Su invito del governo inglese, Shuja ul-Mulk nel 1903 collaborò alla creazione dei Chitral Scouts, una forza reclutata in loco col compito di difendere le terre di Chitral senza impegnarvi ulteriori forze inglesi. Inizialmente il corpo era composto da 1000 uomini al comando di ufficiali britannici, ma gradualmente il passaggio andò ai locali e ne venne incrementato il numero. Per contro le State Bodyguards disponevano di miglior formazione e armamento.
Nel 1909, infatti, venne creata una forza d'élite composta da sei compagnie, ciascuna composta da 110 uomini, denominate State Bodyguard Force. Shuja ul-Mulk come mehtar ne venne nominato comandante in capo. Le compagnie crebbero sino al numero di 40, contando in tutto 4000 uomini. Queste ebbero un ruolo fondamentale nella difesa di Chitral durante la terza guerra anglo-afghana del 1919.

### Il regno (1895–1936)
Shuja ul-Mulk regnò sotto un consiglio di reggenza sino alla sua maggiore età quando venne investito dei pieni poteri. Governò per 41 anni durante i quali Chitral visse un periodo di pace. Egli stesso visitò l'India e incontrò molti dei suoi pari. Nell'inverno 1899–1900, Shuja ul-Mulk in compagnia del comandante dell'agenzia del Gilgit si portò in visita al viceré d'India a Calcutta. Fu la prima di una serie di visite che ampliarono di molto i suoi orizzonti mentali. Nel maggio del 1902, presenziò al durbar viceregale che si tenne a Peshawar. Venne invitato al Delhi Durbar che si tenne nel 1903 dove ottenne l'onorificenza di compagno dell'Ordine dell'Impero indiano. Nel 1903 il comandante in capo delle forze britanniche in India, lord Kitchener che era impegnato in una serie di ispezioni al fronte assieme al generale Hubert Hamilton ed a sir William Birdwood, si portò in visita a Chitral. Shuja ul-Mulk gli concesse una calorosa accoglienza e colse poi l'occasione per installare una linea telegrafica tra Chitral ed il Gilgit.
Durante linverno del 1904–1905 visitò nuovamente l'India e l'anno successivo incontrò il principe del Galles, Giorgio Federico Alberto (futuro Giorgio V del Regno Unito) in un party alla Government House di Peshawar. Si portò a Simla nel settembre del 1907 per dieci giorni ed ottenne un'udienza col viceré Lord Minto.
Shuja ul-Mulk presenziò al Delhi Durbar del 1911 con Giorgio V incoronato imperatore. Nel 1911 Shuja diede commissione a Muhammad Ghufran di scrivere un'opera sulla storia della città di Chitral e del suo regno. Venne infine pubblicato quello che è noto col nome di "Tarikh-i-Chitral", scritto in persiano e terminato ufficialmente nel 1921. Nel maggio del 1918 Sir George Roos-Keppel visitò Chitral per ottenere il supporto del mehtar in caso di ripresa degli scontri. L'ufficiale britannico venne ricevuto con i massimi onori ed ottenne le rassicurazioni volute dal mehtar. Nel 1919, in riconoscenza della lealtà e dei servizi tributati nella recentemente conclusa terza guerra anglo-afghana, Shuja ul-Mulk ottenne un saluto personale di 11 colpi di cannone a salve, oltre alla nomina a cavaliere commendatore dell'Ordine dell'Impero indiano, col titolo di Altezza dal 1920. Il saluto ed il titolo vennero resi ereditari ai suoi successori nel 1932.
Nel 1921 Shuja ul-Mulk visitò nuovamente l'india per incontrare il principe di Galles, Edoardo, (poi Edoardo VIII del Regno Unito) ad Ajmer a novembre. Trascorse due giorni alla residenza vicereale di Delhi come ospite del viceré Lord Reading. Si portò quindi a visitare Indore, Bombay e infine giunse a Jammu dove venne ricevuto da Pratap Singh. Nel 1923 Lord Rawlinson, il comandante in capo delle forze britanniche in India, in un giro di ispezione alla frontiera settentrionale, si portò in visita a Chitral e venne ospitato dal mehtar.
Nel 1923–1924, Shuja ul-Mulk si portò in pellegrinaggio a La Mecca per il tradizionale Hajj. Il viaggio iniziò a novembre del 1923 quando Shuja lasciò Chitral e proseguì alla volta di Peshawar, Delhi e Bombay. Qui si imbarcò e procedette per Basra, Baghdad, Gerusalemme, Jeddah, La Mecca e Medina. A Medina rimase ospite di re Hussein bin Ali. Tornò a Chitral nell'agosto del 1924. In quell'anno il feldmaresciallo Sir William Birdwood visitò Chitral e venne ospitato dal mehtar.
Shuja era amico personale di Sir Sahibzada Abdul Qayyum che in precedenza era stato agente politico a Chitral. Su suo incoraggiamento, il matrha inviò 20.000 rupie all'Islamia College di Peshawar, una delle più importanti istituzioni islaiche in India all'epoca. Venne eletto presidente del medesimo collegio nel 1928.
Nel 1926 Shuja ul-Mulk prese parte al durbar viceregale tenutosi a Peshawar. Visitò nuovamente l'India nel 1928 dall'8 ottobre al 1º dicembre di quell'ann. Durante la sua visita venne accompagnato dall'agente politico britannico a Chitral. Shuja iniziò il suo viaggio visitando lo stato di Swat dove fu ospite del wali locale a Saidu Sharif, procedendo quindi alla volta di Peshawar dove fu ospite di Sir Norman Bolton prima di imbarcarsi alla volta dello stato di Rampursu invito del nawab Sir Hamid Ali Khan. Shuja visitò anche il Prince of Wales Royal Indian Military College di Dehradun dove arruolò i suoi figli. A Delhi ottenne un'udienza col viceré Lord Irwin. Nel novembre del 1931, visitò nuovamente l'India e si incontrò col viceré Freeman Freeman-Thomas, I marchese di Willingdon col quale discusse della politica inglese nella frontiera nordoccidentale e delle prospettive future. Tornato a Peshawar rimase diverso tempo in città ospite del governatore Ralph Griffith per poi tornare a Chitral in aereo il 27 aprile 1932.

#### Riforme legali
Per secoli il mehtar di Chitral era stato l'unica fonte del sistema giudiziario locale. Secondo il colonnello John Biddulph "l'amministrazione della giustizia era praticamente regolata solo dalla volontà del sovrano, anche se nominalmente erano rispettati i precetti della sharia". Ad ogni modo il mehtar è facile intuire come non potesse sovrintendere a tutte le dispute, e pertanto si ha ragione di credere che la maggior parte dei casi utilizzassero la sharia come metodo legislativo.
Sino alla morte di Aman ul-Mulk nel 1892, non esistevano tribunali. Le dispute civili erano risolte dal mehtar dopo la consultazione con un tribunale pubblico. Le materie criminali erano decise da una giuria di teologi mussulmani.

##### La formazione dei primi tribunali
Nel 1909, come parte dei suoi sforzi per la riorganizzazione del sistema giudiziario statale, Shuja formò i primi "consigli giudiziali" noti localmente come Kausal. Composti da 10 notabili ciascuno, essi avevano il potere di discutere cause civili e penali. I casi venivano giudicati perlopiù alla luce della legge di consuetudine o sulla base di precedenti giudizi. Vennero creati anche una serie di appelli, l'ultimo dei quali era di competenza del mehtar, il quale poteva essere appellato direttamente in casi particolari.

##### La Mizan-e-Shariah
In quello stesso anno, Shuja fondò la Mizan-e-Shariah ("bilancia della sharia"), un apposito corpo di giuristi chiamato a decisere sulla base della legge islamica. Ognuno di questi tribunali era presieduto da un Qazi-ul-Quza con 4 o 5 teologi al suo seguito, tutti nominati dal mehtar. La sharia era presa come punto di riferimento ad eccezione di casi particolari sottoposti direttamente al mehtar.

#### Reintegrazione di Mastuj, Laspur e tentativo di reintegrazione della valle dello Yasin
Dopo l'ascesa al trono di Shuja, i distretti di Mastuj e Laspur vennero espropriati da Chitral e posti sotto governatori britannici indipendenti. Shuja era determinato a recuperare questi territori. Durante una sua visita nel 1899 in India, incontrò il viceré Lord Curzon e gli sottopose il caso dei territori reclamati, che gli vennero infine riassegnati il 13 maggio 1914.
A questo punto il mehtar supplicò le autorità britanniche di restituirgli anche la valle dello Yasin, già parte del regno di Chitral all'epoca di Aman ul-Mulk. Ad ogni modo il maharaka Ranbir Singh di Jammu e Kashmir, successore di Gulab Singh, si oppose all'idea ed anzi si disse intenzionato a mantenere l'area dello Yasin come stato cuscinetto tra i suoi domini e quelli del mehtar. Gli amministratori inglesi appoggiarono in pieno l'idea del maharaja.

#### La terza guerra anglo-afghana (1919)
Nel 1919 Amanullah Khan, emiro dell'Afghanistan, ruppe le sue relazioni con il Regno Unito e dichiarò guerra agli inglesi. L'India stessa venne attaccata su più fronti, incluso Chitral. Shuja ul-Mulk ricevette un'offerta di cambiare bandiera l'8 maggio 1919, ad ogni modo rifiutò l'offeta e si mantenne alleato degli inglesi. I Chitral Scouts ed i Chitral State Bodyguards alcomando di Nasir ul-Mulk combatterono con valore contro gli afghani nel conflitto.
Shuja ul-Mulk ricevette l'ordine dell'Impero indiano nel 1919 per questa fermezza. L'anno successivo ottenne il trattamento di Altezza ed un saluto onorifico personale a 11 colpi di cannone a salve. Il governo indiano gli fece dono di 2000 fucili e diverse munizioni. Altri 300 fucili gli vennero consegnati nel 1925 e altri 700 nel 1927. Nel 1929 ricevette due cannoni sempre in dono agli inglesi.

#### Altre riforme
Shuja ul-Mulk, dopo la sua ascesa al trono, sotto l'influenza della madre e dei commissari inglesi, introdusse una serie di riforme molto vasta che cambiò radicalmente lo stato di Chitral.

##### Il catasto
Dal 1898, Shuja ul-Mulk con l'assistenza degli inglesi, riorganizzò l'assetto finanziario statale. Per la prima volta, venne elaborato un catasto di tutte le terre e tutti i proprietari per ragioni fiscali, evitando così il più possibile l'evasione fiscale. I registri segnarono anche quali colture erano praticate nelle terre agricole.

##### Risorse minerarie
Shuja ebbe un notevole interesse nello sfruttamento delle risorse minerarie dello stato. In particolare si interessò alle risorse aurifere della regione. Tra gli altri minerali estratti vennero implementate le miniere di orpimento, argento, piombo, antimonio, quarzo, ferrom rame e nitrato di potassio. L'esportazione di minerali, ed in particolare di orpimento verso la Cina, si dimostrò un campo fortemente lucrativo. Nel 1914, l'esportazione del solo orpimento futtava allo stato 20.000 rupie annue.

##### L'octroi
In estate, quando la neve spariva dal passo di Dorah e da quello di Lowari, beni di vario genere potevano transitare per Chitral. Ai mercanti era però richiesto il pagamento di una tassa tradizionale chiamata octroi. La sua raccolta venne regolata nel 1919 con quasi 4000 rupie annue di entrata. Queste incrementarono sino a 19.680 rupie nel 1936.

##### Droghe e narcotici
Nel 1902, Shuja regolò il traffico e la vendita di cannabis e oppio prodotti a Chitral e la loro vendita presso i mercati di Kabul, Peshawar, Lahore e Bombay. Al 1928 questa riforma produsse 30.000 rupie annue di guadagni per lo stato.

##### Legname
Il commercio di legname tra Chitral e l'Afghanistan era iniziato nel XIX secolo. Dal momento che il mehtar aveva de facto i diritti di tutte le foreste di Chitral, le rendite di tale commercio andarono ad implementare il tesoro di stato come primo obbiettivo. Ad ogni modo, conscio del valore di questi legnami, Shuja ul-Mulk fondò un ministero apposito nel 1908, il quale aveva il compito non solo di regolare il commercio del legname, ma anche di controllarne l'uso localmente e lo sfruttamento.

##### L'educazione
Shuja fu un grande patrono dell'istruzione nel suo stato. Chitral, Drosh, Drasun, Lot Kuh, Mastuj e Shagram videro la fondazione di scuole elementari per ragazzi. Le materie principali insegnate erano religione islamica e letteratura persiana. Shuja stesso inviò i suoi figli a Peshawar, all'Aligarh ed a Dehradun per ricevere un'educazione giudicata per l'epoca moderna.

##### Salute
Le frequenti carestie ed epidemie di epatite, colera, tifo e tubercolosi minacciavano gli abitanti di Chitral ogni anno. Shuja stabilì un ospedale a Chitral ed un altro a Drosh. In queste strutture raccolse medici qualificati, paramedici e la disponibilità di medicine adeguate.

##### Telegrafo, telefono e servizi postali
Già nel 1892 già Aman ul Muluk aveva discusso la possibilità dell'apertura di una linea telegrafica tra Chitral e il Gilgit. Dopo la spedizione di Chitral venne installata una linea telgrafica sperimentale lungo il passo di Lowari. Nel 1903, durante il regno di Shuja ul-Mulk, il progetto si concretizzò infine. l'anno successivo vennero aperte anche le prime linee telefoniche nell'area.
Nel 1895 venne inaugurato il primo servizio postale a Chitral.

### La morte
Shuja ul-Mulk morì il 13 ottobre 1936. Venne sepolto nel cimitero dei suoi antenati presso il forte reale di Chitral. Venne succeduto come mehtar dal suo primogenito, Nasir ul-Mulk.